# دریای اریتره
دریای اِریتره نام باستانی پهنه دریایی است که امروزه دریای عرب نامیده می‌شود. دریای اریترا را هرودت برای بخش بزرگی از اقیانوس هند در کتاب‌های خود به کار برده‌است  بعد از او  جغرافیدانان غربی عموماً این نام را برای پهنه دریایی شمال اقیانوس هند به کار برده‌اند. در کتاب پریپلوس (سفرنامه) دریای آریترا یا رهنامه دریای اریتره مشخصات و شرح آن با جغرافیای منطقه قابل انطباق و سازگاری است. پژوهش دربارهٔ نام «دریای اریتره» نشان می‌دهد که برخلاف آنچه در ظاهر به‌نظر می‌آید، این واژه نه‌تنها یونانی نیست، بلکه نام شاهزاده‌ای ایرانی است

## ریشه نام اریتره

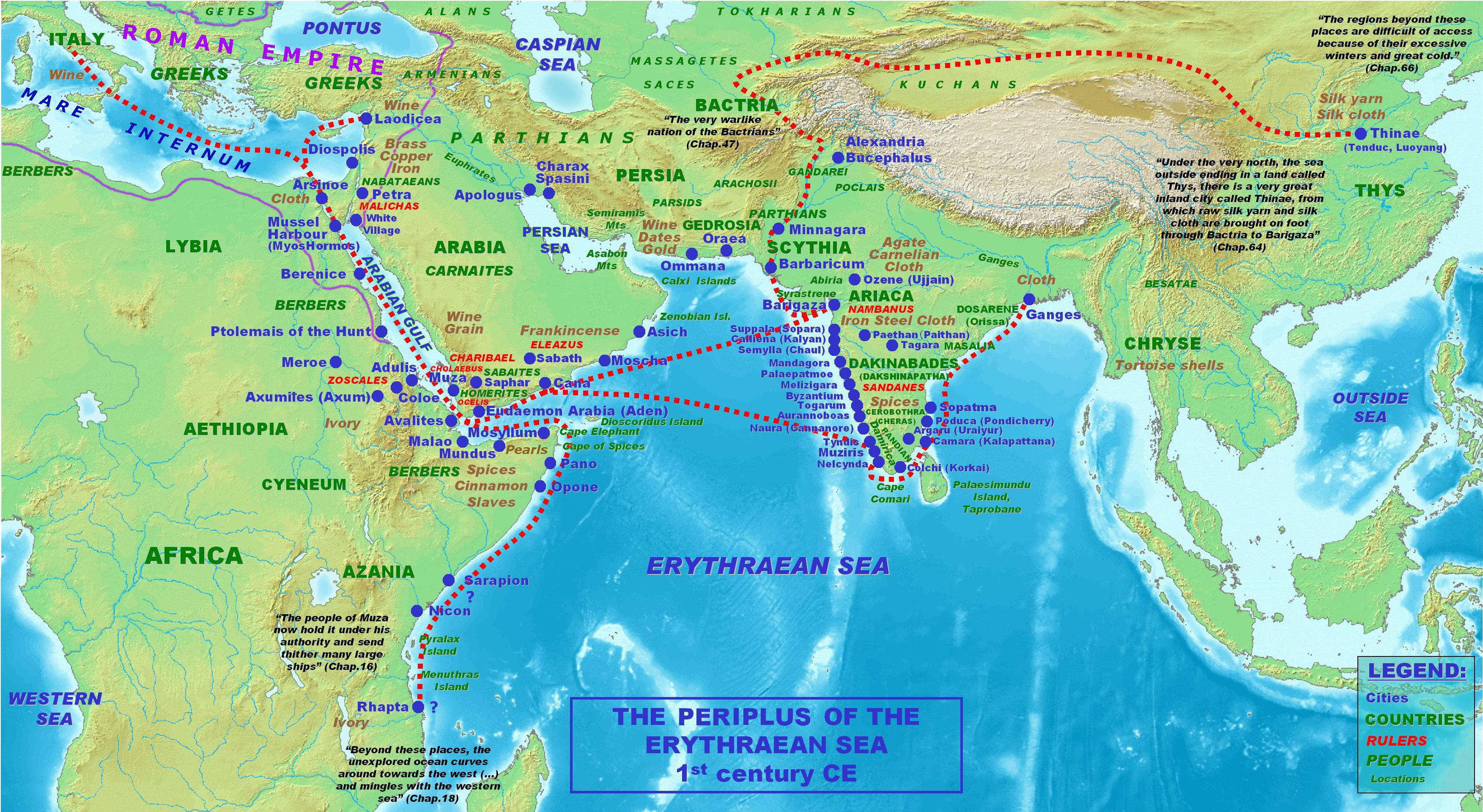
دریای اریترا Periplus of the Erythraean Sea.

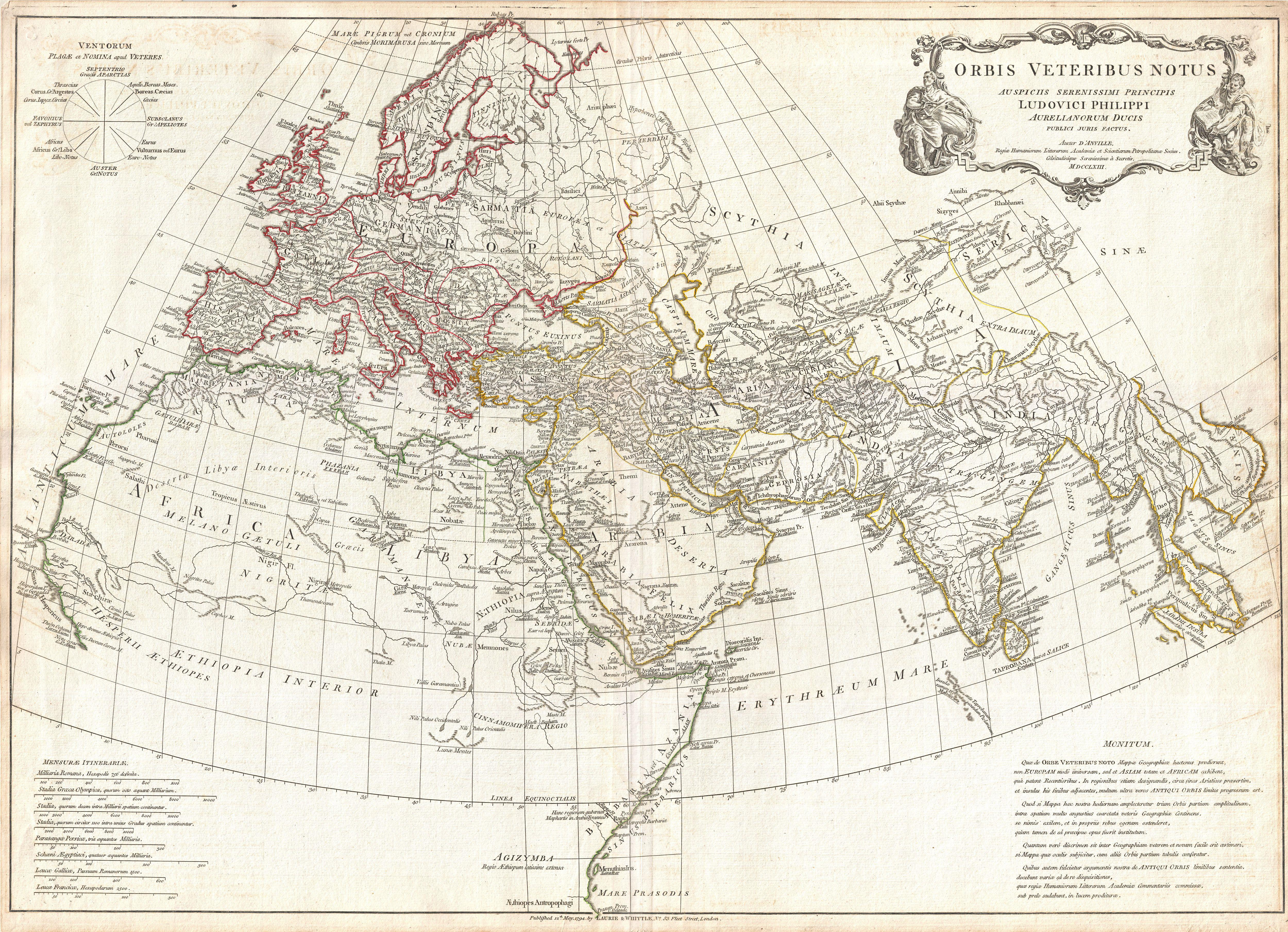
میر اریترا-سینوس پرسی - AncientWorld-anville-1794

بنا به نوشته کتاب  اسناد نام خلیج فارس، میراثی کهن و جاودان اریترا یا اریتراس نام یک شاهزاده پارسی است که در مورد او افسانه ای مشهور نزد یونانیان ثبت شده است. 
واسماعیل رائین به نقل از کتاب دریای اریترا صفحه 48  ترجمه نسخه ویلفرد هاروی شوف  که بر اساس نوشته  آگاتارشید مورخ رومی نوشته شده است بیان نموده است که : اریترا، مردی بود معروف به مال و ثروت زاده پارس فرزند میوزائوس اسم دریای اریترا (شمال اقیانوس هند )منسوب به او ست.در این دریا جزیره ای است که آن زمان او در این جزیره زندگی می کرد علت زندگی او در این جزیره واقعه ناگهانی است که در اثر حمله شیرها به گله مادیان او اتفاق افتاد. اگر جزیره مورد نظر را قشم و یا هرمز بدانیم با توجه به قرمز بئدن بخش وسیعی از سواحل این جزایر می تواند این سرخی نیز نامی باشد که به دریا داده شده است اما نظر آگاتارچید این است که نام اریترا از نام حاکم پارسی آن جزیره گرفته شده است.
در  کتاب پریپلوس که قدیمی‌ترین رهنامه دریایی است و سفرهای دریایی یک یونانی از اسکندریه تا خلیج فارس را در ۶۶ پاره شرح داده است دریای اریترا و جزایر پارسی آن مانند زنوبیان را شرح داده و سواحل خلیج فارس را مردمانی پارسی دانسته است. این سفرنامه به سال‌های بین ۵۰ تا ۱۰۰ میلادی مربوط می‌شود. در این کتاب،شمال  اقیانوس هند، دریای اریترا نامیده شده‌است؛ بنابراین در بسیاری از منابع و نوشته‌های غربی‌ها در قرن‌های ۱۴تا۱۸ نیز اقیانوس هند و دریای عرب کنونی ، دریای اریترا نامیده شده‌است. او در بخشی از سفرنامه خود گفته‌است (دریای پارس) خلیج فارس دریایی است که از اومانا (امان) به سوی غرب کشیده شده و در انتهای آن آپلوگوس (اوبله) قرار دارد و حاکم آن به عدالت مشهور است. این شهر که سعادتمندترین شهر است تجار هندی و پارسی و رومی کالاهای خود را در آن مبادله می‌کنند. اوبله بعدها از میان رفت و بصره جای آن را گرفت. بعضی‌ها اعتقاد دارند آبادان در واقع همان شهر تاریخی اوبله است. یقیناً اوبله ترجمه عربی از آپلوگوس است. آوپلوگوس یا اوپلو در سفرنامه پریپلوس شرح داده شده که در انتهای دریای پارس قرار دارد و مکان تقریبی آن شهر آبادان امروزی است. هرودوت از خلیج فارس نام نبرده ولی دریای سرخ را بنام خلیج عربی آورده‌است. هرودوت، مورخ یونانی، از دریایی به نام «اریتره» نام برده، همان نامی که بر اقیانوس هند و دریای عرب فعلی خلیج فارس و دریای عمان اطلاق می‌شده و از دو جزء مرکب «آری» (آریا) و «تره» به معنی آب و دریا تشکیل شده‌است».  

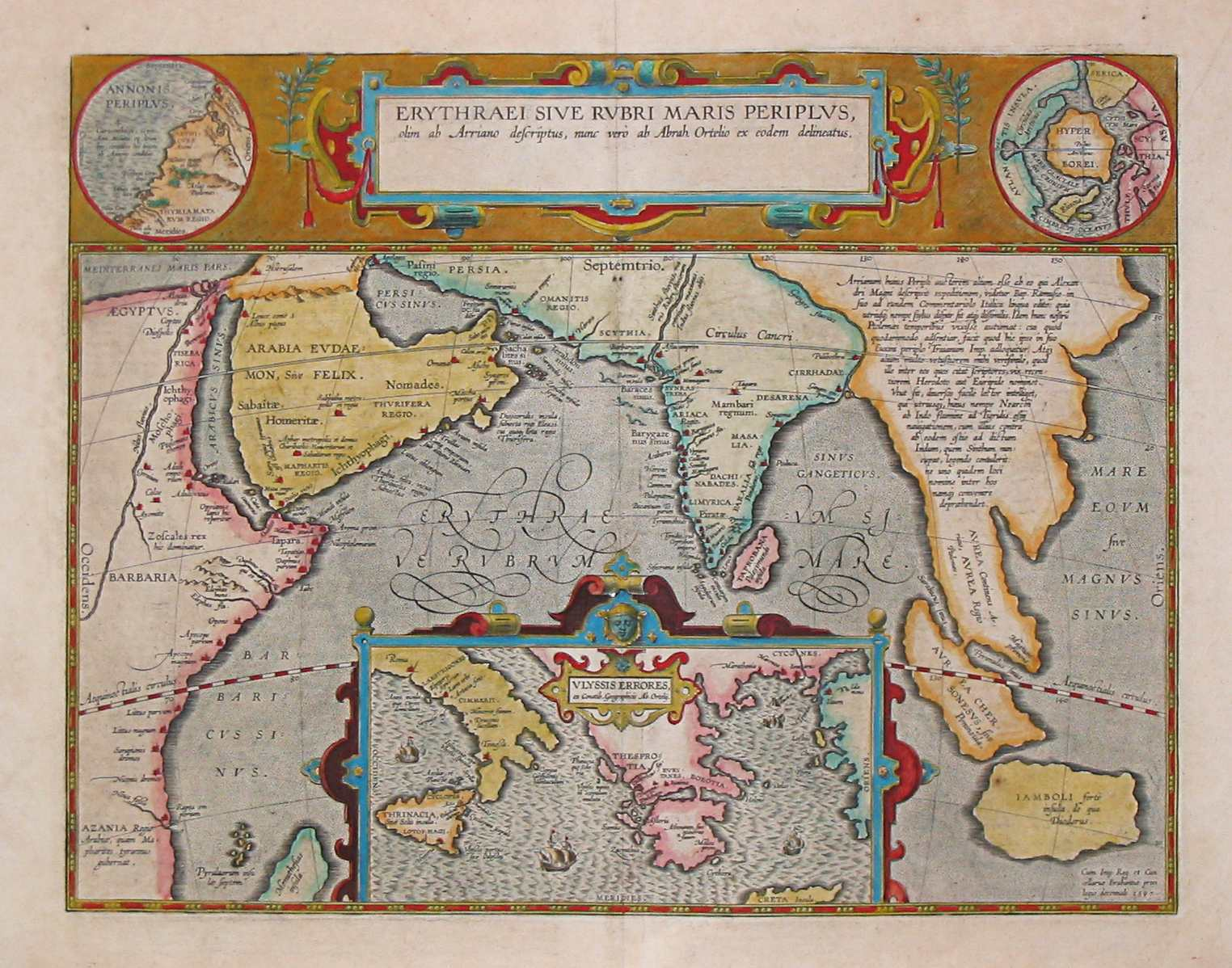

## ایرانی بودن نام
پژوهش دربارهٔ نام «دریای اریتره» نشان می‌دهد که این واژه یونانی نیست و ریشه ایرانی دارد و یونانیان در زمان اسکندر و پس از وی، به‌عمد، نام ایرانی دریاهای جنوب ایران را تحریف کرده‌اند. به گفته آگاتریس خیدس، یک مرد پارسی در زمان مادها تحت نام اروسترا در نزدیکی دریا و جزایر زندگی می‌کرد و محبوبیت یافت و به این دلیل که دریا را نام خود می‌خواند بسیار معروف شد. استرابو آرامگاه او را در جزیره اوگوریس می‌داند. محققان این جزیره را یکی از جزایر قشم یا هرمز می‌نامند.

به گفته آگاتارچیدس (en:Agatharchides)، یک مرد پارسی در زمان مادها تحت نام اروسترا در نزدیکی دریا و جزایر زندگی می‌کرد و محبوبیت یافت و به این دلیل که دریا را نام خود می‌خواند بسیار معروف شد. استرابو آرامگاه او را در جزیره اوگوریس می‌داند. محققان این جزیره را یکی از جزایر قشم یا هرمز می‌نامند.
دریای اریتره با نام کشور اریتره که نام جدیدی است ارتباطی ندارد.
دریای اریتره نام جغرافیایی است  که جغرافیدانان یونان و رومی برای شمال قیانوس هند به کار می برده اند، بعضی گفته اند بدلیل وجود خاک سرخ در جزایر این دریا بوده است دیگران این نام را یک شاهزاده پارسی می دانند اریترا به معنی قرمز نیز هست،  اما توسط آگاتارچیدس اطمینان داریم که این دریا منسوب نه سرخی دریای احمر بلکه منسوب به  پادشاه اریتراس است که داستان شاهزاده پارسی آن معروف است آنچه در ذیل آمده‌است بنقل از آگاتارچیس ریشه  اسم آورده شده‌است: 
"نام فارسی این دریا چنین است که مردی به اسم اریتراس پارسی، فرزند میوزایوس مشهور بود. دارایی و خانه او در کنار دریا بود، اما در زمان امپراتوری مادها، هنگامی که اریتراس زندگی می‌کرد، چنین بود، در (تابستان) او به پاسارگاد می‌رفت و سفر را با هزینه خودش انجام می‌داد؛ و علت قشلاق و ییلاق او در تغییر منطقه زندگی به دنبال سود و گاهی برای لذت زندگی و آسایش بود.روزی شیرها به گله بزرگی از مادیان او در ساحل دریا حمله کردند و برخی نیز به قتل رسیدند؛ بقیه گله، وحشت زده از شیرها به دریا گریختند. بادی شدید وزیدن گرفت و آنها در دریا سرگردان و هراسان شدندو شنا می‌کردند و سرانجام به ساحل یک جزیره رسیدند چوپان جوان نیز با شجاعت با چسبیدن به شانه‌گاو به جزیره رسید. اریتراس در جستجوی گله مادیان خود بود او با یک کشتی بادبانی با استفاده از جهت باد بسوی دریا رفت و سرانجام گله خود را در جزیره پیدا کرد  و نگهبان آنها را نیز پیدا نمود. و سپس با خوشحال شدن از دیدن گله خود و زیبایی این جزیره،شیفته جزیره شد  او یک دژ در مکانی که به خوبی در جای مناسبی از ساحل انتخاب شده بود، قلعه ای بنا کرد و از سرزمین اصلی روبروی جزیره آنهایی که از زندگی خود در صحرا ناراضی بودند، مهاجرانی آورد و تمام جزایر غیر مسکونی دیگر را با تعداد بیشماری جمعیت؛ آباد کرد و چون چنین آبادی هایی بنا کرد نام دریا را اریترا نامیدند و این اریتراس به معنی سرخی با نام دریای احمر یا خلیج سرخ متفاوت است  زیرا این دریا به یکی از برجسته‌ترین مردها ربط دارد.  در حالی که دیگری به رنگ آب اشاره دارد. اکنون یکی از توضیحات نام، به دلیل رنگ، نادرست است (زیرا دریا قرمز نیست)، اما دیگری، نسبت دادن آن به مردی که در آنجا حکمرانی کرده‌است، همانطور که داستان فارسی گواهی می‌دهد، واقعی است. "  
در اینجا ظاهراً هسته حقیقت وجود دارد، با این وجود به زمان بسیار زودتر از امپراتوری مادها و پایتخت آنها پاسارگاد اشاره دارد. این تئوری نظریه مهاجرت کوشیت - ایلامی را در سراسر عربستان، همان‌طور که توسط گلازر و هومل بیان شده‌است، پیشنهاد می‌کند: داستان قومی از ایلام، که در جزایر بحرین ساکن شده و سپس در امتداد عربستان جنوبی پراکنده شده‌است، و مظهر خود «قرمز» یا «قرمز» یا «گل آلود» در بسیاری از مکان‌ها، از جمله دریایی که کشتی‌های آنها را شستشو می‌دهد: «دریای سرخ»، یا به گفته آگاتارچیدس، «پادشاه سرخ»..

## استفاده در متنهای تاریخی
«ملیسی‌ها در جنگ علیه اریترین‌ها به چاین‌ها کمک کردند. (هرودوت، تواریخ، کتاب اول، بند ۱۸).
سه شهر یونیایی دیگر نیز احداث شد که دو شهر آن در شبه جزیره ی ساموس و یک شهر در منطقه‌ای به نام اریتره بنا شد. (همان، کتاب اول، بند ۱۴۲)
اهالی اریتره ۸ کشتی به آب انداختند. (کتاب ششم، بند ۸)
وقتی اریتاریاها به بوتیا رسیدند دریافتند که بربرها در اسوپوس خیمه زده‌اند. (کتاب نهم، بند ۱۹)
آن‌ها همراه تیراندازان خود در اریتریا جلوتر از هلنی‌ها به نگهبانی مشغول شدند. (کتاب نهم، بند ۲۲)
فنقی‌ها می‌گویند ایشان از دریای اریتره و پس از یک سفر دریایی طویل، به سرزمین ما آمده و در مکانی که هنوز هم در آن ساکن اند، مستقر شدند. (کتاب اول، بند ۱)
رود فرات از ارمنستان سرچشمه می‌گیرد و به دریای اریتره می‌ریزد. (کتاب اول، بند ۱۸۰)
کورش در مسیر خود به سمت بابل، به رود خانهٔ جینوس رسید که در فصل بهار از کوه‌های ماتین آغاز شده، از داردانیا گذشته و به رود دیگری به نام تیگریس می‌ریزد که این رود نیز پس از عبور از شهر اوپیس به دریای اریتره می‌ریزد. (کتاب اول، بند ۱۸۹)
نکوس پادشاه مصر، نخستین کسی بود که برای ایجاد کانالی به دریای اریتره اقدام و بعدها داریوش، شاه ایران این کانال را که طول آن به اندازه چهار روز است، تکمیل کرد. این کانال قدری بالاتر از شهر بوباستیس نزدیک شهر پاتوماس عربیا است و به دریای اریتره منتهی می‌شود. (کتاب دوم، بند ۱۵۸)
در عربستان رودخانهٔ بزرگی به نام کوریس است که به دریای اریتره می‌ریزد. (کتاب سوم، بند ۹)
گفته می‌شود کمبوجیه در خواب دید که برادر تنی او اسمردیس بر تخت پادشاهی ایران نشسته و سر به فلک کشیده‌است؛ بنابراین به شوش رفته برادرش اسمردیس را کشت. برخی می‌گویند او را در جای دیگری کشت و برخی معتقدند او را در دریای اریتره غرق کرد. (کتاب سوم، بند ۳۰)
قارهٔ دیگر، از ایران آغاز شده و به دریای اریتره ختم می‌شود که شامل ایران، آشور و عربستان است. (کتاب چهارم، بند ۳۹)
دریای اریتره در شرق ایران و ماد و ساسپیر و کلچ است (کتاب چهارم، بند ۴۰)
فنیقیه ای‌ها دریای اریتره را ترک کرده به سوی دریای جنوب حرکت کردند. (کتاب چهارم، بند ۴۲)
داریوش با ملیسی‌ها که به عنوان اسیر به شوش برده شدند، بد رفتاری نکرد ولی آن‌ها را در کنار دریای اریتره و در شهر امپی اسکان داد. (کتاب ششم، بند ۲۰)
قبایل ساکن جزیره از دریای اریتره به آن جا آورده شدند. (کتاب هفتم، بند ۸۰)
هرودوت آورده‌است که فنیقی‌ها از دریای اریترا آمده‌اند.
اجداد فنیقی‌ها به گفته خودشان، در کنار دریای اریتره زندگی می‌کردند». (کتاب هفتم، بند ۸۹)

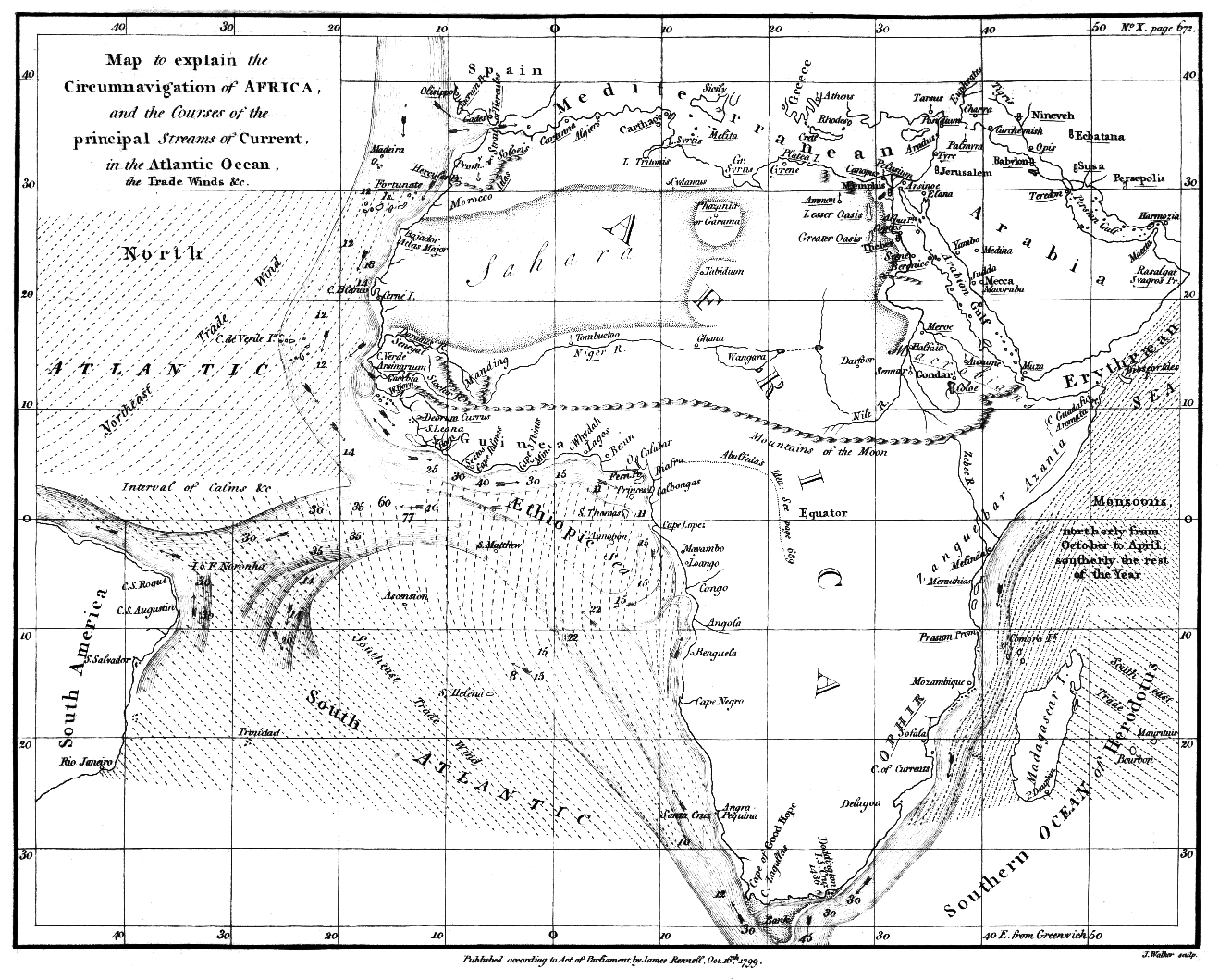
نقشه کشیده شده توسط جیمز رنل در سال ۱۷۹۹

## کاربردها
اریتره امروز نام یک کشور مستقل در حاشیه دریای سرخ است که نامی جدید است.  اما نام دریای اریتره هنوز هم در بعضی مکاتبات  برای دریای سرخ بکار می‌رود. در نقشه‌های قرون وسطی نام دریای اریتره برای نامی که اکنون دریای عرب نام دارد بکار رفته‌است. در نقشه سفرنامه پریپلوس و همچنین در نقشه‌های کهن دریای اریترا به تمام شمال اقیانوس هند شامل دریای عرب و خلیج عدن و دریای سرخ و دریای حبشه می‌شده‌است.
.

## کشورهای و دریاهای کناره
- ایران
- امان
- یمن
- پاکستان
- هندوستان
- سریلانکا
- سومالی
- مالدیو

## لینک
متن رهنامه پاره34-35. Persian gulf- Persian sea
.
- Ancient historys